# JBL 2010-11

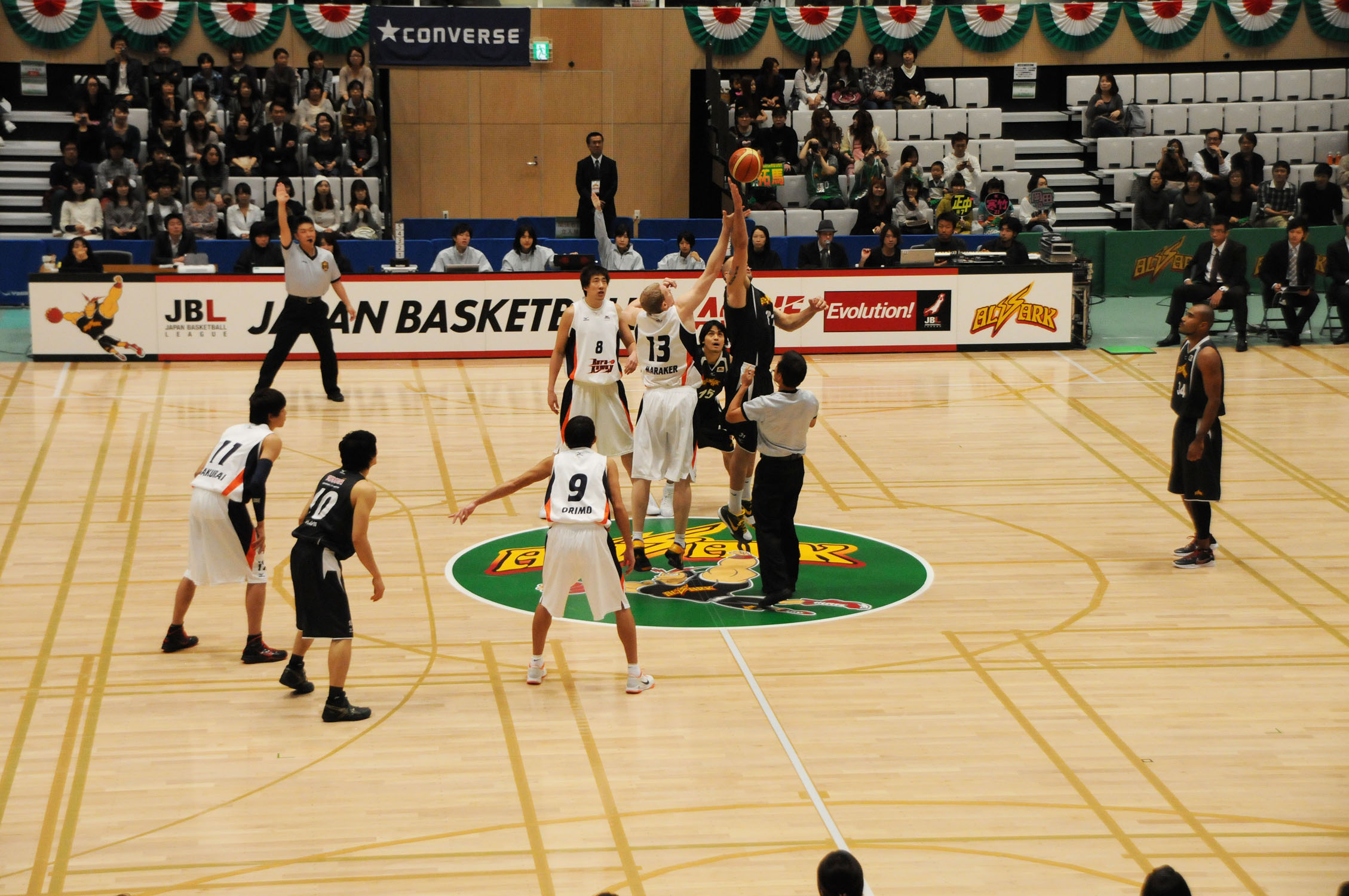
2010-2011 レギュラーシーズン、トヨタ対レラカムイ。墨田区総合体育館。

JBL 2010-11は、2010年9月17日から2011年3月（当初は4月まで）まで、日本各地で行われたバスケットボールリーグである。9月開幕は2008-09以来2年ぶり。

## 参加チーム
- 北海道バスケットボールクラブ（旧レラカムイ北海道）
- リンク栃木ブレックス
- 日立サンロッカーズ
- 東芝ブレイブサンダース
- トヨタ自動車アルバルク
- アイシンシーホース
- 三菱電機ダイヤモンドドルフィンズ
- パナソニックトライアンズ

## 試合方式
2010年の国際ルール改正に伴い、今シーズンからJBLも新ルールを採用。

### レギュラーシーズン
- 前年度同様8チームによる6回戦総当たり（1チーム42試合）のリーグ戦を戦う。
- 6回戦のうちホーム・アンド・アウェーで各2試合、残る2試合はいずれか一方のホームゲームとなるが、対戦カードによって異なる。前年度上位4チーム（リンク栃木・日立・アイシン・パナソニック）はホームゲーム各22試合、下位4チーム（北海道・トヨタ・東芝・三菱電機）はホームゲーム各20試合となっていたが、その後、北海道の体制変更のためビジターとなっていた最終2戦のパナソニック戦が北海道ホームに変更された。
- 11月はアジア大会、1月は全日本総合バスケットボール選手権大会によるそれぞれ中断あり。
- 上位4チームがプレーオフに進出する予定だった。

### プレーオフ
東日本大震災のため中止となったため、以下は予定されていたプログラムである。
- 2011年4月9日開幕。
- レギュラーシーズン1位と4位、2位と3位の組み合わせで3戦2勝方式のセミファイナルを戦い、勝者は5戦3勝方式のファイナルに進む。
- セミファイナルは初めてホーム・アンド・アウェー方式を採用。上位（1位・2位）のホームで2戦行った後、1勝1敗となった場合に下位（4位・3位）のホームで最終戦を行う。ファイナルは従来通り集中開催（会場未定）とする。

### オールスターゲーム
12月23日にぐんまアリーナで開催（主管はリンク栃木）。ファン投票及び監督推薦により選出された2チームによる東西対抗形式となる。

## 結果

### レギュラーシーズン順位

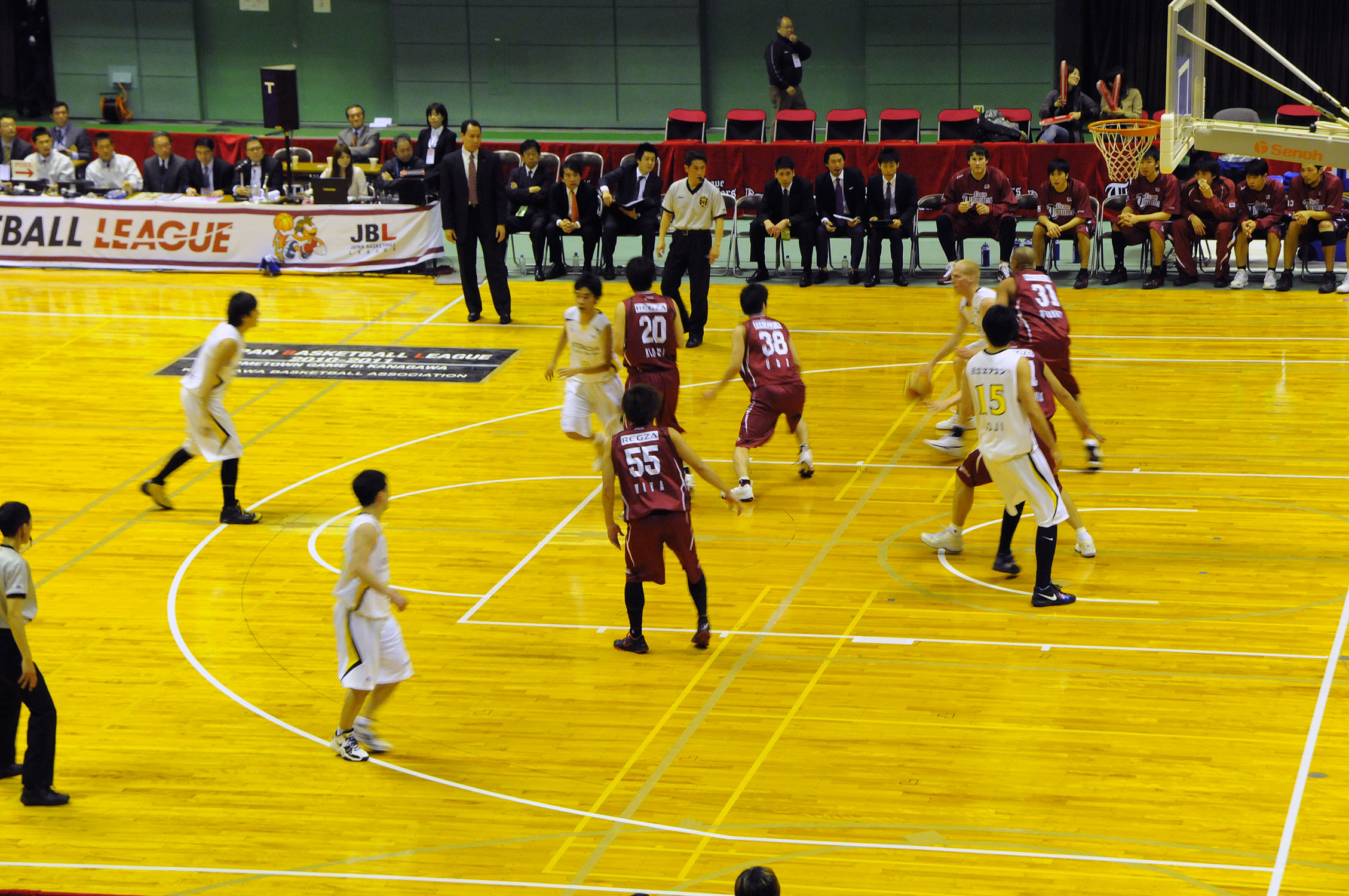
2010-2011 レギュラーシーズン、日立対東芝。横須賀アリーナ。

| 順位 | チーム名                         | 成績     | 勝率 |
| ---- | -------------------------------- | -------- | ---- |
| 1    | アイシンシーホース               | 26勝10敗 | .72  |
| 2    | パナソニックトライアンズ         | 26勝10敗 | .72  |
| 3    | トヨタ自動車アルバルク           | 23勝13敗 | .64  |
| 4    | 東芝ブレイブサンダース           | 17勝19敗 | .47  |
| 5    | 日立サンロッカーズ               | 16勝20敗 | .44  |
| 6    | リンク栃木ブレックス             | 15勝21敗 | .42  |
| 7    | 三菱電機ダイヤモンドドルフィンズ | 11勝25敗 | .31  |
| 8    | 北海道バスケットボールクラブ     | 10勝26敗 | .28  |

### プレーオフ
- プレーオフ・セミファイナルは4月9日から12日、ファイナルは4月20日から25日にかけて開催予定であったが、3月11日に発生した東北地方太平洋沖地震の影響を受け中止となった。その後、チーム・個人賞の扱いについて検討されたが、プレーオフが開催されなかったため「リーグ優勝なし」（事実上優勝預かり）とした。なお優勝表彰以外のチーム・個人賞の成績はそのまま有効とし、打ち切り時点の順位がそのチームの最終順位となった。[1]

### オールスターゲーム

#### 出場選手
- EAST

☆田臥勇太（リンク栃木）
☆川村卓也（リンク栃木）
☆桜井良太（北海道）
☆竹内譲次（日立）
☆伊藤俊亮（リンク栃木）
☆タイラー・スミス（日立）
☆スコット・メリット（リンク栃木）
・折茂武彦（北海道）
・岡田優介（トヨタ）
・高橋マイケル（トヨタ）→大宮宏正（リンク栃木）
- WEST

☆五十嵐圭（三菱電機）
☆梶山信吾（三菱電機）
☆広瀬健太（パナソニック）
☆竹内公輔（アイシン）
☆桜木ジェイアール（アイシン）
☆チャールズ・オバノン（東芝）
☆ロン・ヘール（三菱電機）
・菊地祥平（東芝）
・柏木真介（アイシン）
・木下博之（パナソニック）

#### 結果
| 勝者 | 結果      | 敗者 | MVP          |
| ---- | --------- | ---- | ------------ |
| WEST | 117 - 114 | EAST | ロン・ヘール |

## JBLアウォード
- 本年度はリーグ戦の全体予定試合数の2/3が消化しているため、レギュラーシーズンの成績を参考として表彰・または表彰投票を行う。
- プレーオフを対象とした表彰は、プレーオフが中止となったため行わない。

| 部門                         | 受賞者           | チーム   |
| ---------------------------- | ---------------- | -------- |
| レギュラーシーズンMVP        | 桜木ジェイアール | アイシン |
| プレーオフMVP                | 該当者なし       |          |
| ルーキー・オブ・ザ・イヤー   | 小林大祐         | 日立     |
| コーチ・オブ・ザ・イヤー     | 該当者なし       |          |
| 功労賞                       | 佐古賢一         | アイシン |
| 功労賞                       | 古田悟           | トヨタ   |
| レフェリー・オブ・ザ・イヤー | 該当者なし       |          |

### ベスト5
| P   | 受賞者           | チーム       |
| --- | ---------------- | ------------ |
| G   | 木下博之         | パナソニック |
| G/F | 川村卓也         | リンク栃木   |
| F   | 竹内譲次         | 日立         |
| F/C | 竹内公輔         | アイシン     |
| C   | 桜木ジェイアール | アイシン     |

### リーダーズ
| 部門               | 受賞者                     | チーム       | 記録    |
| ------------------ | -------------------------- | ------------ | ------- |
| 得点               | 川村卓也                   | リンク栃木   | 19.54点 |
| アシスト           | 桜木ジェイアール           | アイシン     | 3.89本  |
| リバウンド         | 竹内譲次                   | 日立         | 12.17本 |
| 野投成功率         | フィリップ・リッチー       | トヨタ       | 60.67%  |
| フリースロー成功率 | 木下博之                   | パナソニック | 87.50%  |
| 3P成功率           | ライアン・フォーハンケリー | アイシン     | 46.77%  |
| スティール         | 柏木真介                   | アイシン     | 2.09本  |
| ブロックショット   | 竹内公輔                   | アイシン     | 1.75本  |

## 備考
- レギュラーシーズン後半戦を前にレラカムイ北海道は運営会社のファンタジア・エンタテインメントが経営問題のためJBLから除名され、日本バスケットボールオペレーションズ（JBO）が運営権を代行している。一方チーム名はファンタジア社が無償譲渡を拒否しているため暫定的に「北海道バスケットボールクラブ」に変更している。
- 3月11日に発生した東北地方太平洋沖地震のため、日本バスケットボールリーグは3月15日に以降の公式試合全日程の中止を決定した[2]。また先述したとおり、今年度のチーム賞はプレーオフが行われなかったため「優勝なし」（事実上の優勝預かり）とした。[1]

## 参照
1. 1 2  日本バスケットボールリーグリリース
2. ↑  “「東北地方太平洋沖地震」発生に伴う今後のJBL公式試合開催について”. (2011年3月15日) 2011年3月15日閲覧。